# Urothoe pestai
Urothoe pestai is een vlokreeftensoort uit de familie van de Urothoidae. De wetenschappelijke naam van de soort is voor het eerst geldig gepubliceerd in 1923 door Spandl.